# Charles Frederick Worth
Charles Frederick Worth (Bourne, 13 ottobre 1825 – 10 marzo 1895) è stato uno stilista britannico.
Per tradizione, si fa risalire a Charles Frederich Worth l'origine della haute couture francese per come attualmente è intesa e la nascita della figura del couturier come creatore di fogge in senso moderno.

## Biografia
Nato nel 1825 a Bourne, una piccola cittadina inglese del Lincolnshire, in una famiglia della media borghesia, Worth iniziò giovanissimo a lavorare in un negozio di tessuti a Londra. Iniziò la sua carriera nel 1838 lavorando come commesso nel grande magazzino di tessuti e guarnizioni in Regent Street a Londra, dove imparò la preziosa arte di trattare con le capricciose dame. Nel 1845, all'età di vent'anni, partì con pochi soldi per Parigi e trovò impiego nel negozio di tessuti Gagelin, dove incontrò la moglie Marie Vernet, per la quale realizzò molte delle sue creazioni.
Dopo soli 5 anni divenne il responsabile del reparto sartoria, finché nel 1853, insieme al collega Ernest Walles, non entrò in società con il nuovo proprietario Octave-François Opigez-Gagelin. Fra i tre non tardarono ad emergere dissensi, cosicché nel 1858, sciolta la società, Worth si mise in proprio e, finanziato da un socio di origine svedese, Otto Bobergh, aprì un atelier al n.7 di rue de la Paix, assumendo una ventina di impiegati. 
Fu uno dei primi a prevedere il successo della crinolina e ne determinò le evoluzioni riducendone l'ampiezza. Nel 1858 collaborò con la casa americana Thomson.
Il suo debutto nella società avvenne in seguito all'acquisto da parte della principessa di Metternich, nipote del grande statista del Congresso di Vienna e moglie dell'ambasciatore austriaco di due suoi abiti che le furono offerti a prezzi stracciati proprio da Marie Vernet. 
In occasione di un ballo alle Tuileries la principessa ne sfoggiò uno e suscitò l'ammirazione dell'imperatrice Eugénie de Montijo, consorte di Napoleone III che non tardò a divenire anch'essa affezionata cliente della maison Worth. 
Fu così nominato suo fornitore ufficiale e divenne sarto di corte nel 1864. 
L'alta borghesia costituiva, però, la maggioranza della sua clientela, di cui seppe conquistare la stima a tal punto da ottenerne l'incondizionata fiducia; riuscì ad imporre, per la prima volta nella storia, le proprie idee alle dame e determinò così l'Haute-Couture.
Con Worth il couturier cominciò ad essere considerato un artista. Fu lui il primo a decidere di far sfilare i modelli in anticipo rispetto alla stagione, ad apporre etichette con la sua griffe all'interno dell'abito, a utilizzare le indossatrici per presentare le sue creazioni, a fornire i cartamodelli delle sue creazioni sul mercato, evitando così qualsiasi imitazione e a proporre regolarmente nuove fogge cambiando in continuazione tessuti, guarnizioni, modelli.
Con lui la moda è entrata nell'età moderna, diventando allo stesso tempo impresa creativa e spettacolo pubblicitario.
A causa della guerra franco prussiana molte case di moda furono costrette a chiudere e fra queste anche quella di Worth, che divenne provvisoriamente un ospedale. Riaprì verso la fine del 1872, proprio nel periodo in cui iniziarono la loro attività alcune delle case più importanti come la Maison Rouff, Paquin, Redfern, le sorelle Callot, Cheruit e Doucet, il promotore di Paul Poiret, ma non riacquistò mai la supremazia che aveva in precedenza. 
Tuttavia continuò a vestire gran dame e teste coronate di tutto il mondo, esercitando una profonda influenza sulla moda. 
Grazie a lui, negli ultimi decenni dell'Ottocento fu abbandonata la silhouette romantica contraddistinta dalla sottogonna e si impose un nuovo tipo di linea verticalizzante, dove la figura femminile era modulata secondo "serpentine sinuosità" accentuate artificialmente sul dietro, grazie all'uso di una sorta di cuscini, e messe in risalto da vitini da vespa.
Alla sua morte nel 1895, la casa di moda passò nelle mani della moglie e dei figli, Gaston, che amministrò la sua immensa fortuna, e Jean-Philippe, il suo erede nell'attività creativa. 
La dinastia si estinse nel 1953, quando Maurice Worth consentì l'assimilazione della Maison alla casa Paquin.
Nei primi anni del Duemila il nome Worth continua ad esistere nell'omonimo profumo e in una linea di lingerie creata da Giovanni Bedin.